# Bertil Kamph
Bertil Karl Johan Kamph, född 18 november 1916 i Kristianstads församling i Kristianstads län, död 26 september 2009 i Skövde församling i Västra Götalands län, var en svensk militär.

## Biografi
Kamph avlade studentexamen i Kristianstad 1936, varefter han påbörjade studier i juridik vid Lunds universitet. Efter värnpliktstjänstgöringen blev han fänrik i reserven vid Norra skånska infanteriregementet 1939. När Nazityskland invaderade Danmark den 9 april 1940 befann han sig i Köpenhamn och det kom att förändra hans yrkesbana. Han inkallades snart till beredskapstjänst och övergick därmed i aktiv tjänst. Han befordrades till löjtnant vid Norra skånska infanteriregementet 1941, studerade vid Krigshögskolan 1946–1948, befordrades till kapten 1947, var lärare vid Infanteriets kadettskola i Karlberg från 1948, var generalstabsaspirant 1949–1951 och inträdde i Generalstabskåren 1951. Han befordrades till major 1958, varefter han var lärare i lantkrigskonst vid Sjökrigshögskolan 1958–1960. År 1962 befordrades han till överstelöjtnant, varpå han var utbildningschef vid Norra Smålands regemente 1962–1966, med uppehåll för tjänstgöring som ställföreträdande chef för Neutrala nationernas övervakningskommission i Korea 1965–1966. Han befordrades 1966 till överste, varpå han var chef för Bohusläns regemente 1966–1971. År 1971 befordrades Kamph till överste av första graden, varefter han var arméinspektör vid staben i Västra militärområdet 1971–1977.
Bertil Kamph invaldes 1975 som ledamot av Kungliga Krigsvetenskapsakademien.
Bertil Kamph var son till rådmannen Nils Kamph och Ingeborg Lundberg, gifte sig 1945 med Inga Lüning (1916–1998), dotter till försäkringsinspektör Gunnar Lüning och Gerda Pettersson, och är begraven på Sankta Elins kyrkogård i Skövde.

## Utmärkelser
- Riddare av första klassen av Svärdsorden, 1958.[10]
- Kommendör av Svärdsorden, 6 juni 1970.[11]
- Kommendör av första klass av Svärdsorden, 6 juni 1973.[12]